# روفوس إيستون
روفوس إيستون (بالإنجليزية: Rufus Easton)‏ هو محامي وقاضي أمريكي، ولد في 4 مايو 1774 في ليتشفيلد في الولايات المتحدة، وتوفي في 5 يوليو 1834 في سانت تشارلز في الولايات المتحدة.